# ばんだい号墜落事故
ばんだい号墜落事故（ばんだいごうついらくじこ）は、1971年7月3日に函館空港（北海道函館市）に着陸直前であった東亜国内航空のYS-11旅客機が、函館北方の横津岳（亀田郡七飯町）に墜落した航空事故。乗客・乗員68人全員が死亡した。
事故原因については航空計器の誤読によるパイロットミスなど様々な説が唱えられたが、確定されるまでには至らなかった。

## 事故の概略
1971年7月3日、東亜国内航空（日本エアシステムの前身）63便としてYS-11「ばんだい号」（機体記号JA8764）が丘珠空港（北海道札幌市）から函館空港に向かっていた。函館空港上空周辺まで接近していたが、18時5分頃の「函館レディオ、こちら東亜国内63便、函館上空高度6000フィート（約1830m）、ハイコーン（ハイステーション）で通知する」、「着陸態勢に入ったら連絡する」と言う機長からの交信を最後に消息を絶った。事故当時の空港周辺は風雨が強く、着陸が可能な最低限の条件をかろうじて満たしている程度であった。19時40分頃から海上保安庁と自衛隊による捜索が開始された。悪天候により墜落地点が雲に覆われていたことや、事故発生が夕刻を過ぎた時間帯だったことから墜落した機体の発見は遅れたが、事故発生翌日の17時25分頃、自衛隊のヘリコプターが横津岳の南西斜面（函館空港から北北西に17.6km離れている）で墜落した「ばんだい号」の機体を発見した。
事故調査によって正確な墜落時刻は18時10分頃であることが分かった。
この事故で機長・副操縦士・客室乗務員2名、乗客64名の計68名全員が死亡した。

## 事故原因
事故を起こした「ばんだい号」YS-11-217型（JA8764・製造番号2134）は1970年1月27日に初飛行を行い、同年2月26日に東亜国内航空の前身でもある日本国内航空に引き渡されたばかりの新鋭機で、この事故は1971年5月15日に東亜国内航空が設立されてから日本エアシステムを経て2004年4月1日に日本航空に吸収合併されて消滅するまで同社の唯一の墜落事故であった。
事故翌日の7月4日には守屋富次郎東京大学名誉教授（当時）を委員長とする事故調査委員会が編成され、事故原因の究明を行った。だが、同機にはフライトデータレコーダーやコックピットボイスレコーダーが搭載されていなかったこともあり、結局完全な事故原因を明らかにすることはできなかった。
事故発生当時、空港上空は雲に覆われており、先述の通り着陸に関する最低限の条件をかろうじて満たしている程度であった。また上空の強風によって機体が大きく流されていたと考えられた。そのため事故原因として「操縦乗員（日本人機長とアメリカ人副操縦士）が進路を変針する地点の目安となる無指向性無線標識（NDB）上空に達していないにもかかわらず通過したと勘違いし、早めに変針したために、着陸進入操作として高度を下げたところ山地に激突した」という説が大勢となった。当時のNDBの精度は必ずしも高いとは言えず、標識の直上でなくとも機上機器が「直上通過した」と表示する事故が本件事故発生以前にも度々あったためである。
しかし、この説には異論がある。前記のようにフライトレコーダーやボイスレコーダーがなく、決定的な証拠を欠くなかで早々に「パイロット・ミス」と決めつけることへの批判があった。特に、事故調査委員会やNHKの取材に対し、函館空港や市街地で「ばんだい号と思われる飛行機の音を聞いた」あるいは「飛行機そのものを見た」という確度の高い証言者が多数現れたことから、事故機は空港上空まで到達していた可能性が出た。目撃者らの証言を集めると「いったん空港上空まで到達、旋回して函館市街地を低空で西に飛行した後、北に向かって進路を変え山の方に向った」という航跡が割り出された。だが、その航跡が異例のものであることや、管制と事故機の交信内容と矛盾すること、NDB直上通過を勘違いしたという仮説と整合が取れないことから、事故調査委員会が大いに紛糾する事態となり、結果的にこれらの証言を採用しない形で結論が出された。このことが原因で、事故調査委員会で証言担当を務めた海法泰治が報告書提出前に抗議の辞任をしている。
事故調の仮説とは異なる仮説としては、函館近辺の航空地図だけがレイアウトの都合から北方向を上にする通常の書き方ではなかったため誤読したとする仮説や、機長に不測の事態が発生し、来日して間もないアメリカ人副操縦士が函館の空に不慣れなため事故に至ったとする仮説もある。
事故機の機長は自衛隊出身で長年に渡って旅客機のパイロットを務め、当該機を含めた複数の機材の操縦資格と指導資格を持つ教官兼任の優秀なベテランパイロットであったが、事故当日に実際に機長席で操縦していたのは機長昇格訓練中の副操縦士で、機長は副操縦士の指導担当として副機長席に座って乗務していた（副操縦士が操縦することの是非については、「副操縦士#副操縦士の資格」参照）。副操縦士の飛行時間は11,725時間であったが、大部分はアメリカ海軍時代のものであり、YS-11の飛行時間はわずか158時間であった。加えて函館空港への離着陸経験はなかった。
1972年12月18日、事故調査委員会は調査結果を発表した。パイロットが自機の位置を誤認し旋回中に降下を完了しようとした結果、さらに西に経路を逸脱した可能性が挙げられた。また強い南西風によって機体が大きく流された可能性も指摘された。
事故機は1971年8月17日をもって登録を抹消され、同社では最も短命な機体であった。

## 乗員・乗客
事故機の乗員は49歳の日本人機長、アメリカ人副操縦士、女性客室乗務員2名の4名で、事故当日は土曜日で連休だったため事故機には旅行客や帰省客など小学生児童から高齢者まで乗客64名（男性34名、女性30名）が満席状態で搭乗しており、その大半は北海道外在住者であった。そのうち半数以上の39名は日航倶楽部主催の3泊4日の北海道内観光ツアーの添乗員と団体客で、洞爺湖や定山渓など様々な観光地を訪れた後、ツアー最終日の宿泊先と見物先となっていた函館市内の旅館への移動中に墜落事故に遭遇してしまった。このツアーには夫婦や休暇を取って家族連れで参加していた参加者が多く、家族全員が犠牲となり一家全滅した家族も発生している。そのほか、子供たちから初めての飛行機旅行をプレゼントされ旅行していた熟年夫婦や婚約のために互いの実家に向かっていたカップル、昇進のため幹部研修に来ていた警察官なども犠牲となった。
犠牲者の中には、事故発生の前年春に管理馬の「リキエイカン」が天皇賞・春を制するなど既に数十年のキャリアがあり、さらなる将来を嘱望されていた中央競馬調教師の柏谷富衛がいた。柏谷の友人で一緒に搭乗する予定であった同僚調教師の西塚十勝は当日、丘珠空港へ遅れて到着したため、事故になる63便には既にキャンセル待ちの客が搭乗しており、札幌に一泊することにしたことで難を逃れている。また札幌市内での視察と陳情を終えて帰宅の途についていた南茅部町（現・函館市）の米田陽町長も犠牲になった。

## 事故発生後
事故発生後、直ちに函館市役所に市長を本部長とする函館市航空事故対策本部、函館中央警察署に航空事故捜索室、現場近くの七飯町役場に現地対策本部、近隣の七飯町立七重小学校に遺族控室が設置され、函館市や七飯町、南茅部町の職員や有志の地元住民が情報収集や様々なサポートを行ったほか、事故現場への捜索救助と現場検証、検死には警察、消防、救急関係者と医師団、自衛隊員、地元消防団員が入り、その他に事故現場近くに住む地元住民や北海道の山に精通する山岳会員などで結成された有志団体もサポートメンバーとして救助に加わるなど延べ842名が動員された。
しかし、救助活動が夜から開始だったうえ墜落現場となった七飯町や横津岳周辺は依然として強い風雨と濃霧が続き、山自体も急斜面なうえにクマザサや数メートルから10メートル以上に成長したシラカバの原生林で覆われていたために捜索救助隊も現場周辺に容易に入れず、墜落現場から尾根伝いに麓まで2キロの山道を作らざるを得なくなるなどして捜索が難航した。墜落した機体は炎上こそはしていなかったものの原型を留めないほどバラバラに大破しており、部品や座席、遺品などが幅70メートル、長さ200メートルに渡って帯状に散乱していた。乗員乗客の遺体も衣服が吹き飛んだり体が原型を留めていないものが多く、機長と副操縦士の遺体は高さ8メートルの大木の上で操縦席に座ったまま宙づりになった状態で発見された。他の乗員と乗客の遺体も同様に大木に引っ掛かって宙づりになっていたり、機体や倒壊した大木の下敷きになっていたり、土の中に埋まっていたりするなど、なぎ倒された木々に交じって100メートル四方に広範囲にバラバラに散らばっていて損傷も激しかったため極めて凄惨な状況であった。墜落現場は悪天候かつ山奥の狭い急斜面で重機や大型機材が使えず、チェーンソーや斧などで木を切り倒したり人力で機体や大木、土などを取り除いたりせざるを得なかったため、広範囲に散らばった遺体の収容や遺品の回収にはかなりの労力と時間を要したという。生存者がおらず全員の死亡が確認され、全ての遺体が収容されたのは7月5日の午後で、現場検証も含めて全ての作業が終わったのは7月7日であった。その後、事故調査委員会による現地調査が終わった後に機体の回収作業も行われた。
事故現場には仮祭壇が設けられ、収容された犠牲者68名の遺体と遺品は七飯町の七飯福祉センター（現・七飯本町地域センター）と福祉センターに隣接する十刧山（じっこうさん）正覚寺に安置された後、遺族により身元確認が行われてから函館市内の大森公園内にある函館市大火慰霊堂（現・函館市役所子ども未来部慰霊堂・青少年ホール）に移送され、合同葬儀（仮通夜）と遺体の検死が行われた。その後荼毘に付され、仮法要を行った後に東亜国内航空の特別便で各遺族とともに帰宅の途についている。また、その際に遺族の寄進により京都の善能寺に本堂（祥空殿）が建立された。
東亜国内航空では、犠牲者の遺族に対して1人あたり100万円の見舞金を支払った。この額は翌年発生した日本航空ニューデリー墜落事故の際、見舞金額決定の参考となった。
事故から1年経った1972年7月、一周忌に合わせて横津岳の墜落現場近くに慰霊碑が建てられた。それ以降、日本赤十字奉仕団と複数の地元ボランティアグループ、地元建設業者により整備と清掃が行われており、毎年追悼行事が開催されている。事故から50年経った2021年7月3日には51回忌が行われ、日本航空社長、社員と遺族24名が参列した。しかし事故から半世紀が経ち、一周忌の頃には200名以上の遺族が参列していた追悼行事も、遺族の高齢化や死別などで参列者が年々減少を続けており近年の参列者は多くても20名程度に留まっている。その後、長年慰霊碑の清掃と整備活動を担当してきたボランティアグループも地域の過疎化、少子高齢化に伴う参加者の高齢化と後継者不足などによる人材不足で2000年代後半頃よりグループの解散やボランティア参加を取り止める会員が目立ち始めた。2015年頃には日本赤十字奉仕団七飯分団が唯一残って清掃管理のボランティア活動をしていたが、その七飯分団も50回忌となった2020年の活動を最後に清掃活動を取り止めていることなどから、今後の慰霊碑の整備や維持に課題が残され、事故の風化も懸念されている。
東亜国内航空は元々、別会社だった日本国内航空と東亜航空の2社を東京急行電鉄の社長だった五島昇が東急グループ海外進出を目的として発足させた新航空会社だったため、航空会社を整理していた当時の運輸省からの不興を買っている状態であった。加えて定期航路で使用していた機材はほとんどが合併前から使用されていた旧型の中古飛行機だったため、当時の飛行機利用者からの評判も芳しくなく、搭乗客確保のため大手航空会社2社には無い一般庶民向けの低運賃航空路線を積極的に推し進めていた矢先での事故であった。新会社発足から僅か2ヶ月足らずで起こした墜落事故だったため、会社のイメージを著しく悪化させた上に運輸省の信用を失墜させてしまい、さらに1972年7月1日には45/47体制が示達されたことで長年に渡って厳しい経営を余儀なくされ、1988年に日本エアシステムに改称したのちに2002年、日本航空に吸収合併されて2004年に消滅するなど前途多難な運命を辿ることとなった。
事故当時の函館空港は地方空港の一つで貧弱かつ最低限の航空設備しかなく、この年に2000メートル滑走路が完成してジェット機が就航したばかりの小さな空港でしかなかったが、この事故を契機に空港全般の設備が見直されて強化された。小さかった滑走路も1978年には2500メートル、1999年3月25日には3000メートルに延長され、国内でも有数の幹線航路空港（国管理空港）として目覚ましい発展を遂げている。なお、事故現場となった横津岳頂上には航空監視レーダー、気象レーダー、ドップラーレーダーが設置された。